# Badri Patarkatsichvili
Pour les articles homonymes, voir Badri.
 (août 2015).
Si vous disposez d'ouvrages ou d'articles de référence ou si vous connaissez des sites web de qualité traitant du thème abordé ici, merci de compléter l'article en donnant les références utiles à sa vérifiabilité et en les liant à la section « Notes et références ».
Arkadi « Badri » Patarkatsichvili (en géorgien : ბადრი პატარკაციშვილი), né le 31 octobre 1955 à Tbilissi et mort le 12 février 2008 à Londres, est un homme d'affaires géorgien, engagé dans la politique et le sport.
Il est candidat à l'élection présidentielle géorgienne de 2008 et termine troisième avec 7,1 % des votes.
Bien que son véritable prénom soit Arkadi, la plupart le connaissait sous son surnom de Badri.

## Biographie

### Débuts
Arkadi Patarkatsichvili entre très tôt dans les Jeunesses communistes du Komsomol, obligatoires, qui lui permettent des rencontres décisives pour sa carrière. Après l'obtention d'un diplôme à l'institut polytechnique de Géorgie, il travaille comme ingénieur dans une société de filature de laine. Puis il rencontre Boris Berezovsky, et devient son adjoint à la direction du groupe LogoVAZ, puis promu premier adjoint en 1994.

### Période russe
En janvier 1995, il est nommé premier adjoint au directeur général pour la finance de la chaîne télévisuelle russe Pervy Kanal. En mars - mai 2001, il est le directeur général de la chaîne TV6 Russia (les deux chaînes appartiennent en partie à Berezovsky).
Entre 1994 et 2001, il vit à Moscou mais est obligé de rentrer à Tbilissi. Il se vante de cette époque d'avoir « mené Poutine au pouvoir ». En 2002, Boris Berezovsky se brouille avec le président russe et doit quitter le pays. Il s'installe à Tbilissi au Palais des mariages qu'il acquiert pour en faire sa résidence principale. Badri Patarkatsichvili le suit, mais maintient lui de bonnes relations avec Poutine. Selon le journaliste russe Sergueï Dorenko, Poutine était redevable envers Patarkatsichvili. En Russie, il œuvre à la création nombreuses sociétés devenues championnes de l'économie : Sibneft (pétrole), Rusal (aluminium), Lada-AvtoVAZ (automobiles), Aeroflot (aéronautique), ORT and TV6 (télévision).
Boris Berezovsky affirme dans une interview en 2013 avoir donné à Arkadi Patarkatsichvili sa part sur la vente d'ORT à Rosneft. Il affirme également avoir été « dupé » par Patarkatsichvili à qui il avait confié la gestion de ses finances
En août 2006, Patarkatsichvili vend toutes ses actions de la maison d'édition Kommersant à Alicher Ousmanov.

### Élection présidentielle 2008
En 2007, il est candidat à l'élection présidentielle géorgienne de 2008, et cumule 7% des suffrages au premier tour. Son slogan de campagne est « La Géorgie sans Saakachvili, une Géorgie sans terreur », et son programme consiste à transformer la Géorgie en république parlementaire,.
Le 29 octobre 2007, il annonce publiquement son intention de financer les campagnes de dix partis d'opposition réclamant des élections anticipées en avril, au lieu de fin 2008. Il quitte la Géorgie pour Londres peu après. Après qu'une manifestation a tourné à l'affrontement avec les forces de l'ordre le 7 novembre, il est suspecté de conspirer contre le gouvernement. Néanmoins, il annonce le 5 janvier 2008 vouloir concourir à l'élection présidentielle avec le slogan « la Géorgie sans Saakachvili est la Géorgie sans la terreur. » Cependant les chefs des principaux partis d'opposition le tiennent à distance de la campagne.
Le 24 et 25 décembre 2007, le bureau du procureur général de Géorgie communique à la presse une série d'enregistrements audio et vidéo de deux réunions distinctes d'un haut fonctionnaire du ministère de l'Intérieur, Erekle Kodua, avec Patarkatsichvili et son directeur de précampagne Valeri Gelbakhani. D'après les enregistrements, Patarkatsichvili a essayé de corrompre Kodua afin qu'il prenne part à ce que les enquêteurs géorgiens décrivent comme une tentative de coup d'État le 6 janvier 2008, le lendemain des élections présidentielles. Le complot compte sur une grande manifestation populaire contre le gouvernement et de « neutraliser » le ministre de l'Intérieur Vano Merabichvili. Ces accusations obligent Patarkatsichvili à démentir. Il confirme avoir bien rencontré Kodua à Londres mais nie que le pot-de-vin ait un lien avec quelque tentative de coup d'État et dit que son intention était de découvrir les plans du gouvernement pour truquer les élections. Il confirme aussi qu'il a offert à Kodua « un gros paquet d'argent » en échange d'une défection des prétendues autorités d'avertir un possible usage de la force par le gouvernement contre les rassemblements prévus en janvier.
Le 28 décembre 2007, après que les représentants de sa chaîne de télévision aient pris leurs distances de Patarkatsichvili et mis la chaîne Imedi TV en standby, Patarkatsichvili annonce qu'il renonce à la course à la présidence mais reste officiellement candidat jusqu'au 4 janvier 2008. Le 3 janvier 2008, il change finalement d'avis et décide de revenir dans la course. En réponse, son directeur de campagne, Giorgi Zhvania, frère de l'ancien premier ministre géorgien Zourab Jvania, qui abandonne la course, déclare que Patarkatsichvili n'a pas la réputation irréprochable que l'on peut espérer du président d'un pays.

### Décès
Le 25 septembre 2007, Irakli Okrouachvili, ancien ministre de la Défense de la Géorgie, accuse Mikheil Saakachvili, le président de la république, de planifier une tentative d'assassinat contre Patarkatsichvili. Après avoir été arrêté pour une question de corruption, Okrouachvili retire ses accusations contre le président et est libéré sous une caution de 10 millions de laris. Il est dit que ses premières accusations contre Saakachvili étaient sans fondements sauf pour des retombées politiques pour lui et Badri Patarkatsichvili en discréditant Saakachvili.
Patarkatsichvili meurt subitement le 12 février 2008 à 52 ans des suites de problèmes cardiaques. Il se disait menacé par un commando de tueurs engagés par le pouvoir géorgien, et disposait de 120 gardes du corps. Le 15 février, la mort naturelle est confirmée par la police de Surrey. Les tests toxicologiques n'avaient cependant pas encore été effectués à ce moment-là.
Sa mort s'ajoute à la longue liste des décès suspects d'opposants politiques sur le territoire britannique.

## Rumeurs et corruption
En juin 2001, le ministère public russe l'accuse d'avoir organisé et collaboré à une tentative d'évasion de sa prison de Nikolaï Glouchkov. Et en octobre 2002, il est accusé de nouveau de fraudes fiscales relatives à sa participation dans le capital de l'entreprise Lada-AvtoVAZ.
En 2007, de nombreuses accusations de corruption sont lancées contre lui. Il doit alors quitter son poste de président du Comité olympique de Géorgie, ainsi que son poste de président de la Fédération des affaires de Géorgie. Officiels et politiques géorgiens utilisent pour leurs discours le passé trouble de Patarkatsichvili. La chaîne de Tbilissi Rustavi 2 TV fait un rapport entre Patarkatsichvili et plusieurs assassinats commis en Géorgie et en Russie, dont l'assassinat du journaliste Vladislav Listiev en 1995.

## Affaires dans le sport
Patarkatsichvili est président de l'équipe omnisports Dinamo Tbilissi. Il est dit qu'il est lié à la prise du club anglais de football West Ham United. La rumeur court aussi sur ses liens supposés avec le fonds d'investissement Media Sports Investments, partenaire du club de football Sport Club Corinthians Paulista au Brésil, lequel fonds est suspecté de blanchir de l'argent sale dans ce pays. 
Il est président du Comité nationale olympique géorgien jusqu'à sa destitution le 9 octobre 2007.